# Joseph Bell

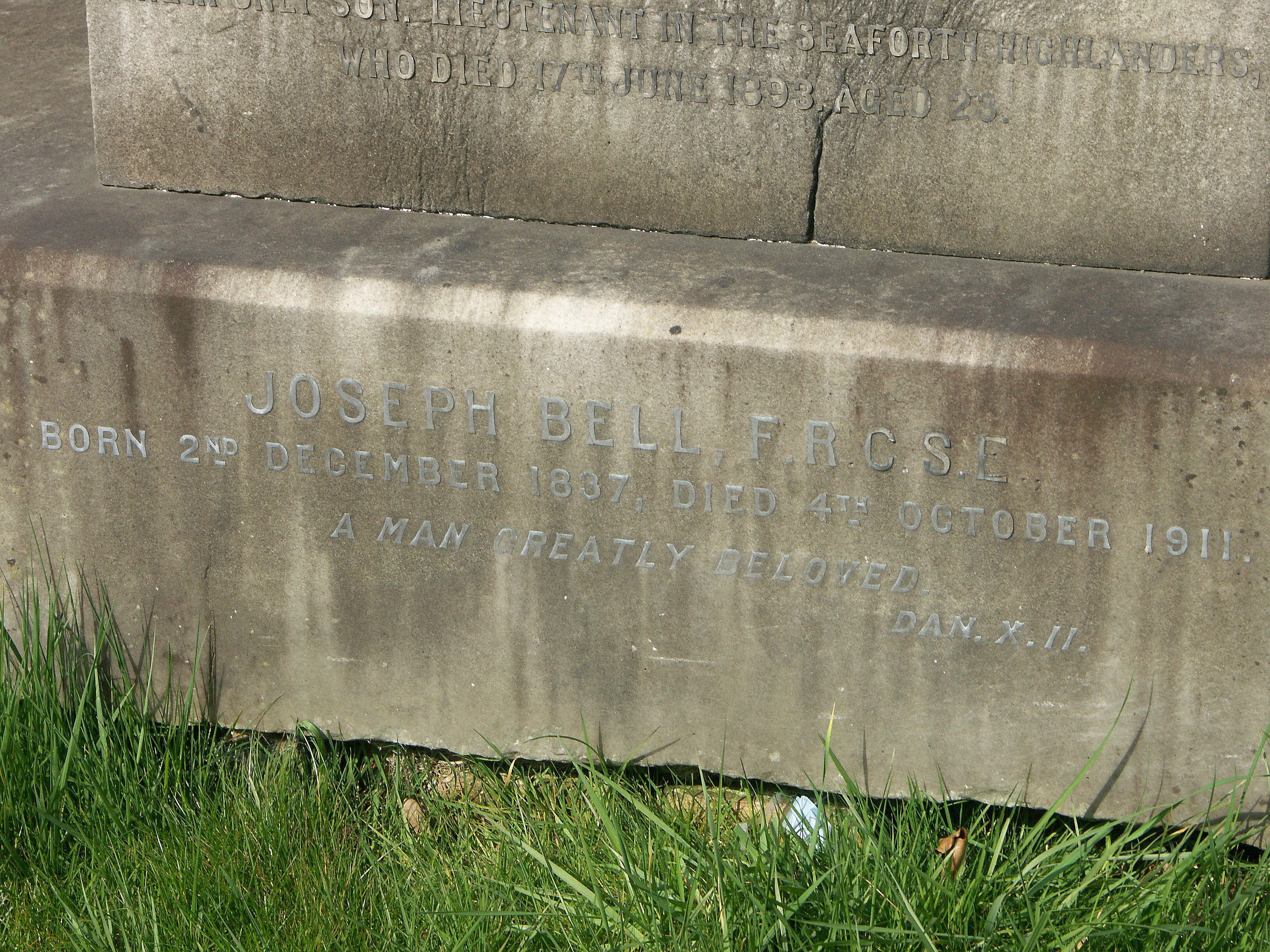
Tomba de Joseph Bell, a Edimburg

Joseph Bell (Edimburg, 2 de desembre de 1837 - 4 d'octubre de 1911) va ser un metge i professor universitari a la Edinburgh Infirmary de la Universitat d'Edimburg. El seu mètode analític va influir en sir Arthur Conan Doyle, que va ser alumne seu el 1877, a l'hora de crear el seu famós personatge Sherlock Holmes.
Va néixer a Edimburg el 1837 en una família amb precedents en el camp de la medicina, entre els quals destacava sir Charles Bell, conegut per la descripció de la paràlisi de Bell.
Joseph Bell estudiava amb precisió aspectes com la manera de caminar, l'accent, les mans i la indumentària d'un individu i amb aquestes dades podia arribar a conèixer diversos trets d'aquesta persona. Així acostumava a engrescar els seus alumnes perquè reconeguessin els seus pacients mitjançant l'observació precisa de l'individu i la deducció lògica. Sovint sorprenia tant el mateix pacient com els alumnes fent afirmacions d'aquest tipus, a vegades fins i tot abans que el pacient digués res.
El doctor Bell era conscient que Doyle l'havia pres com a referència per a la seva obra detectivesca i en feia gala. Sempre va tenir interès en el seu àlter ego i fins va fer el pròleg d'un dels llibres de Sherlock Holmes.